# Йоун Магнуссон
Йоун Магнуссон (ісл. Jón Magnússon; 16 січня 1859 — 23 червня 1962) — ісландський політик, двічі обіймав посаду прем'єр-міністра країни. Помер, перебуваючи на посаді голови уряду.